# Абай (Крым)
Аба́й (также Биюк-Абай; укр. Абай, крымскотат. Abay, Абай) — исчезнувшее село в Раздольненском районе Республики Крым, располагавшееся на северо-западе района, вблизи устья балки Джугеньская-Ахтанская, примерно в 1 км юго-восточнее современного села Славное.

## История
Первое документальное упоминание села встречается в Камеральном Описании Крыма… 1784 года, судя по которому, в последний период Крымского ханства Абай входил в Мангытский кадылык Козловскаго каймаканства. После присоединения Крыма к России (8) 19 апреля 1783 года, (8) 19 февраля 1784 года, именным указом Екатерины II сенату, на территории бывшего Крымского ханства была образована Таврическая область и деревня была приписана к Евпаторийскому уезду. После павловских реформ, с 1796 по 1802 год входила в Акмечетский уезд Новороссийской губернии. По новому административному делению, после создания 8 (20) октября 1802 года Таврической губернии, Абай был включён в состав Хоротокиятской волости Евпаторийского уезда.
По Ведомости о волостях и селениях, в Евпаторийском уезде с показанием числа дворов и душ… от 19 апреля 1806 года, в деревне Абай числилось 7 дворов, 77 крымских татар и 12 ясыров. На военно-топографической карте генерал-майора Мухина 1817 года деревня Бедли обай обозначена с 8 дворами. После реформы волостного деления 1829 года Абай, согласно «Ведомости о казённых волостях Таврической губернии 1829 года», отнесли к Аксакал-Меркитской волости (переименованной из Хоротокиятской). На карте 1836 года в деревне 10 дворов. Затем, видимо, в результате эмиграции крымских татар, деревня заметно опустела и на карте 1842 года Биюк Абай обозначен условным знаком «малая деревня» (это означает, что в нём насчитывалось менее 5 дворов), и при ней — господский двор.
В 1860-х годах, после земской реформы Александра II, деревню приписали к Биюк-Асской волости. Согласно «Памятной книжке Таврической губернии за 1867 год», деревня была покинута жителями, вследствие эмиграции крымских татар, особенно массовой после Крымской войны 1853—1856 годов, в Турцию, но затем вновь заселена татарами. В «Списке населённых мест Таврической губернии по сведениям 1864 года», составленном по результатам VIII ревизии 1864 года, Абай — владельческая татарская деревня с 10 дворами, 52 жителями и мечетью. В сноске указано, что на карте деревня состоит из 2 участков: Биюк и Кучук-Абай. По обследованиям профессора А. Н. Козловского 1867 года, вода в колодцах деревни Биюк-Абай была пресная, а их глубина составляла 3—5 саженей (6—10 м). Если на трёхверстовой карте Шуберта 1865 года деревня Биюк-Абай обозначена без указания числа дворов, то на карте с корректурой 1876 года не обозначена вовсе. По «Памятной книге Таврической губернии 1889 года», включившей результаты Х ревизии 1887 года, записана просто деревня Абай, в которой числилось 6 дворов и 37 жителей.
Земская реформа 1890-х годов в Евпаторийском уезде прошла после 1892 года; в результате её Биюк-Абай приписали к Агайской волости. По «…Памятной книжке Таврической губернии на 1900 год», в деревне числилось 17 жителей в 2 дворах. В дальнейшем в доступных исторических документах не упоминается.